# 土屋誠
土屋 誠（つちや まこと、1978年2月7日 - ）は、広島ホームテレビスポーツ部ディレクター。元広島ホームテレビアナウンサー。

## 略歴
兵庫県宝塚市出身。兵庫県立宝塚北高等学校を経て同志社大学経済学部経済学科を卒業後、2001年に広島ホームテレビに入社。スポーツ実況やニュースなど幅広く担当した。
2007年9月には、広島東洋カープ前田智徳の2000本安打達成のインタビュアーを担当した。
2009年4月からはアナウンス部を離れ報道部に異動し、しばしばレポーターとして出演。
現在は、スポーツディレクターのほか、生配信番組ぽるぽるTV「勝ちグゼ。Carp TV」MCや、2019年からテレビ番組編成も務めている。

## 現在の担当番組
生配信
- ぽるぽるTV「勝ちグゼ。Carp TV」（2018年7月23日 - ）MC

テレビ
- せとチャレ!STU48 - 編成

## 過去の出演番組
テレビ
- カープDON!（2007年3月31日終了(土曜11:35-11:45)）
- 北斗晶の鬼嫁運動記者倶楽部（土曜日9:30-9:55、2007年5月5日 - 2009年3月28日）
- 生です!カッキン （金曜日9:55-10:25）
- ANNスーパーJチャンネル （土曜・日曜）
- ぽるぽるチャンネル
- スーパーベースボール 他スポーツ中継
- カープ道（2016年・2018年・2019年）
  - 2016年5月21日 #30｢カープ取材論｣
  - 2016年9月24日 #39｢真っ赤で激しいカープ愛SP｣
  - 2018年12月26日 ありがとう新井さんSP
  - 2019年2月13日 #130「カープ道的日南めぐり」
- 久米宏のどうする？広島カープ 独占リポート150時間（2019年4月22日）編成
- 勝ちグセ。Carp TVスペシャル 〜激論 逆転4連覇への道筋は!?〜（2019年8月24日）司会
- 恋とか愛とか（仮）（ - 2019年12月） - 編成
- ぶちぶちシソンヌ（ - 2020年3月） - 編成
- カープ道 - 編成

配信
- ぽるぽるLIVE「カープトーク」（2018年2月）MC
- ぽるぽるLIVE「勝ちグセ。カープキャンプLIVE 日南からやっちょるじ!」（2019年2月5日・6日・7日・8日）MC
  - 2019年2月5日・6日 - 中島尚樹
  - 2019年2月7日 - 極楽とんぼ山本圭壱
  - 2019年2月8日 - 北別府学(カープOB)、極楽とんぼ山本圭壱
- HOME｢勝ちグセ。Carp TV｣ in 日南キャンプ（2020年2月1日 - 6日）MC

## 連載
- 土屋誠のCarp Holic（月刊 広島アスリートマガジン、 - 2018年5月号最終回）